# Friedel Schirmer
Friedel Wilhelm Heinrich Schirmer (* 20. März 1926 in Stadthagen; † 30. November 2014 ebenda) war ein deutscher Leichtathlet und Politiker (SPD), der als Zehnkämpfer erfolgreich war und für den FC Stadthagen und TK Hannover startete. Außerdem war er nach der Sportkarriere Ministerialrat und vierzehn Jahre lang Abgeordneter des deutschen Bundestages und ab 1984 Vorsitzender der Deutschen Gemeinschaft der Olympiateilnehmer.

## Lebenslauf
Friedel Schirmer beantragte am 1. Februar 1944 die Aufnahme in die NSDAP und wurde zum 20. April desselben Jahres aufgenommen (Mitgliedsnummer 9.788.077). Er kam Ende 1945 krank aus sowjetischer Kriegsgefangenschaft frei. Er war siebenfacher Deutscher Meister, unter anderem Zehnkampfmeister in den Jahren 1951, 1953 und 1954, sowie Fünfkampfmeister 1951. Bei den Olympischen Spielen 1952 in Helsinki war er Fahnenträger der bundesdeutschen Mannschaft und erreichte durch Muskelfaserriss behindert den achten Platz mit 6118 Punkten. (Einzelleistungen: 11,7 s, 6,37 m, 12,69 m, 1,80 m, 50,5 s, 16,0 s, 37,01 m, 3,50 m, 54,00 m und 4:47,6 min.) Er war 1,81 m groß und wog in seiner aktiven Zeit 65 kg.
Nach der Karriere als aktiver Sportler war er von 1960 bis 1969 ehrenamtlicher Honorar-Bundestrainer der deutschen Zehnkämpfer und galt seitdem in dieser Funktion als Begründer der späteren Erfolge (so von Willi Holdorf als Olympiasieger,  1966 von Werner Graf von Moltke als Europameister, 1967 von Kurt Bendlin mit einem Weltrekord von 8319 Punkten und 1968 von Hans-Joachim Walde als Olympiazweiter und Bendlin als Olympiadritter). Zu seinen Trainingsprinzipien gehörte eine breite Grundausbildung in allen zehn Wettbewerben des Zehnkampfes. Niemand solle sich auf einzelne Disziplinen spezialisieren, bevor er nicht in der Lage sei, 7000 Punkte zu erreichen.

„Unter der Regie des späteren SPD-Bundestagsabgeordneten Friedel Schirmer, dem kein Funktionär hineinzureden wagte, gewannen die deutschen Zehnkämpfer von 1962 bis 1968 bei je zwei Olympischen Spielen und Europameisterschaften mit Willi Holdorfs Olympiasieg an der Spitze neun von zwölf möglichen Medaillen!“

Schirmer machte eine Verwaltungslehre bei der Verwaltungs- und Wirtschaftsakademie. Er verließ die Schule als Sportlehrer mit einem Verwaltungs- und Wirtschaftsdiplom und arbeitete erst als Angestellter und Beamter der Stadt Stadthagen, später als Sportamtsleiter und städtischer Sportdirektor in Osnabrück und Bielefeld (bis 1965) und Köln. Von 1967 bis 1969 war er Sportreferent im Rang eines Ministerialrats von Nordrhein-Westfalen. Außerdem war er von 1964 bis 1976 Leiter des Sportbeirates beim SPD-Parteivorstand. Zwischen 1969 und 1983 gehörte er für die SPD dem Deutschen Bundestag an. Er wurde stets im Wahlkreis Schaumburg direkt gewählt. Er gehörte regelmäßig sowohl der Deutschen Sportkonferenz als auch dem Sportausschuss des Deutschen Bundestages an.
1983 wurde er Mitglied des NOKs. Im August 1984 wurde er zum Präsidenten der German Olympians: Gemeinschaft deutscher Olympiateilnehmer gewählt. Ab 1985 war er im Präsidium der Deutschen Olympischen Gesellschaft, ab 1993 Präsident der internationalen Olympiateilnehmer (Olympians International).
Für seine Verdienste um den Sport in Niedersachsen wurde er sowohl als Sportler als auch als Sportfunktionär in die Ehrengalerie des niedersächsischen Sports des Niedersächsischen Instituts für Sportgeschichte aufgenommen.

## Familie
Friedel Schirmer war evangelisch. Seine Mutter war Maria Schirmer, geborene Bock, sein Vater der Arbeiter Heinrich Schirmer. Im Jahr 1952 heiratete Friedel Schirmer Marta Völker. Aus der Ehe ging der Sohn Dietrich Schirmer hervor. Friedel Schirmers Onkel Friedrich Schirmer (1893–1964) war Bürgermeister von Stadthagen und Mitglied des Niedersächsischen Landtages.

## Veröffentlichungen
- Zehnkämpfer. Training und Wettkampf. W. Limpert, Frankfurt am Main 1965.
- als Hrsg.: Ein grosses Ja zum Sport. Limpert-Verlag, Frankfurt am Main 1965.